# 城关街道 (旬邑县)
城关街道，是中华人民共和国陕西省咸陽市旬邑县下辖的一个街道办事处。
2015年，陕西省民政厅批复同意撤销旬邑县城关镇，设立城关街道办事处。

## 行政区划
城关街道下辖以下地区：
城关镇社区、西关村、赵家洞村、留石村、纸房村、焦家河村、连家河村、崔家河村、安仁村、肖咀村、下塬子村、东关村、小塔村、甘峪村和第界村。